# Dendrocnide morobensis
Dendrocnide morobensis är en nässelväxtart som beskrevs av Chew. Dendrocnide morobensis ingår i släktet Dendrocnide och familjen nässelväxter. Inga underarter finns listade i Catalogue of Life.